# Villa Gemmingen

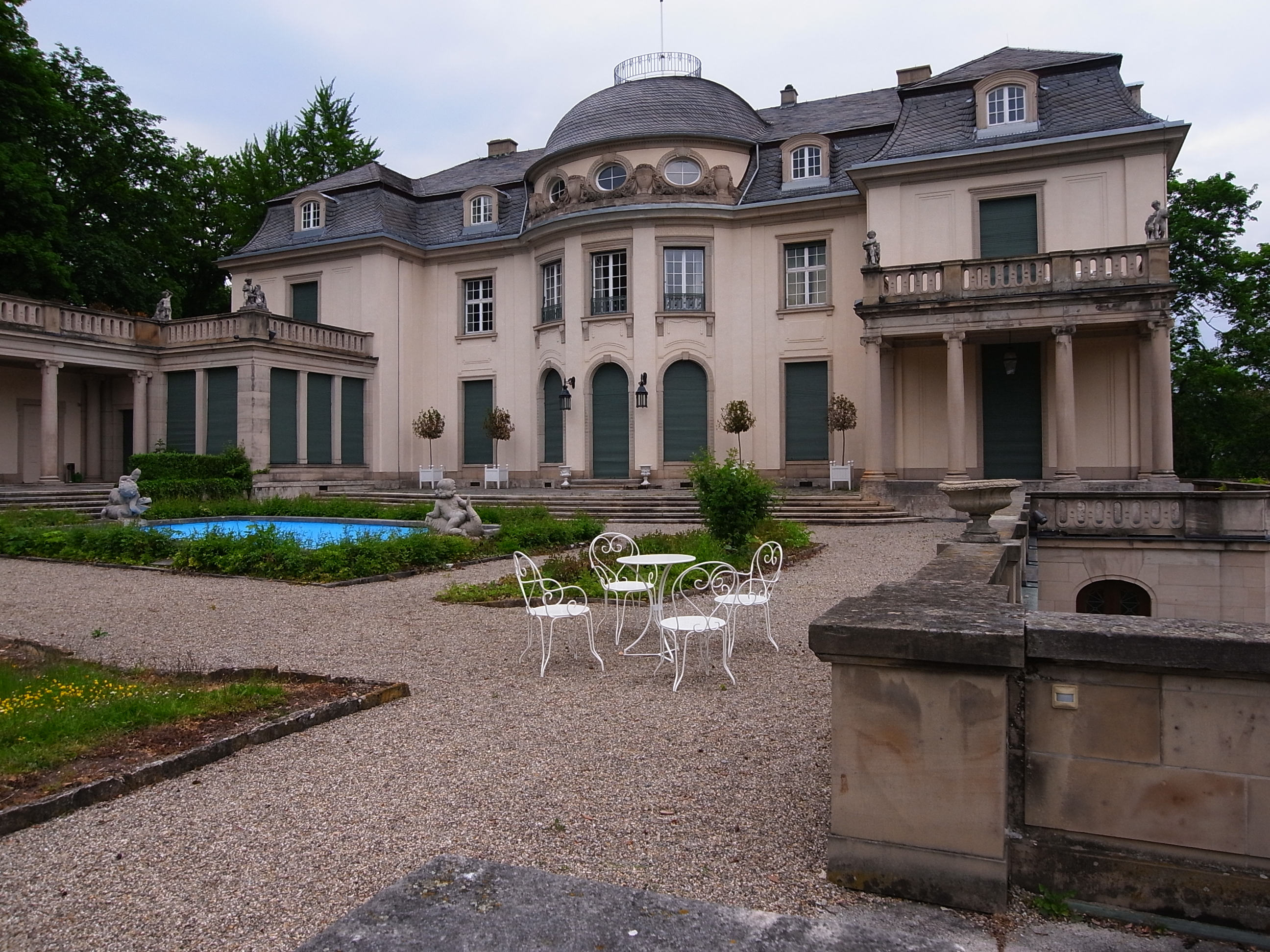
Repräsentative Westansicht der Villa Gemmingen

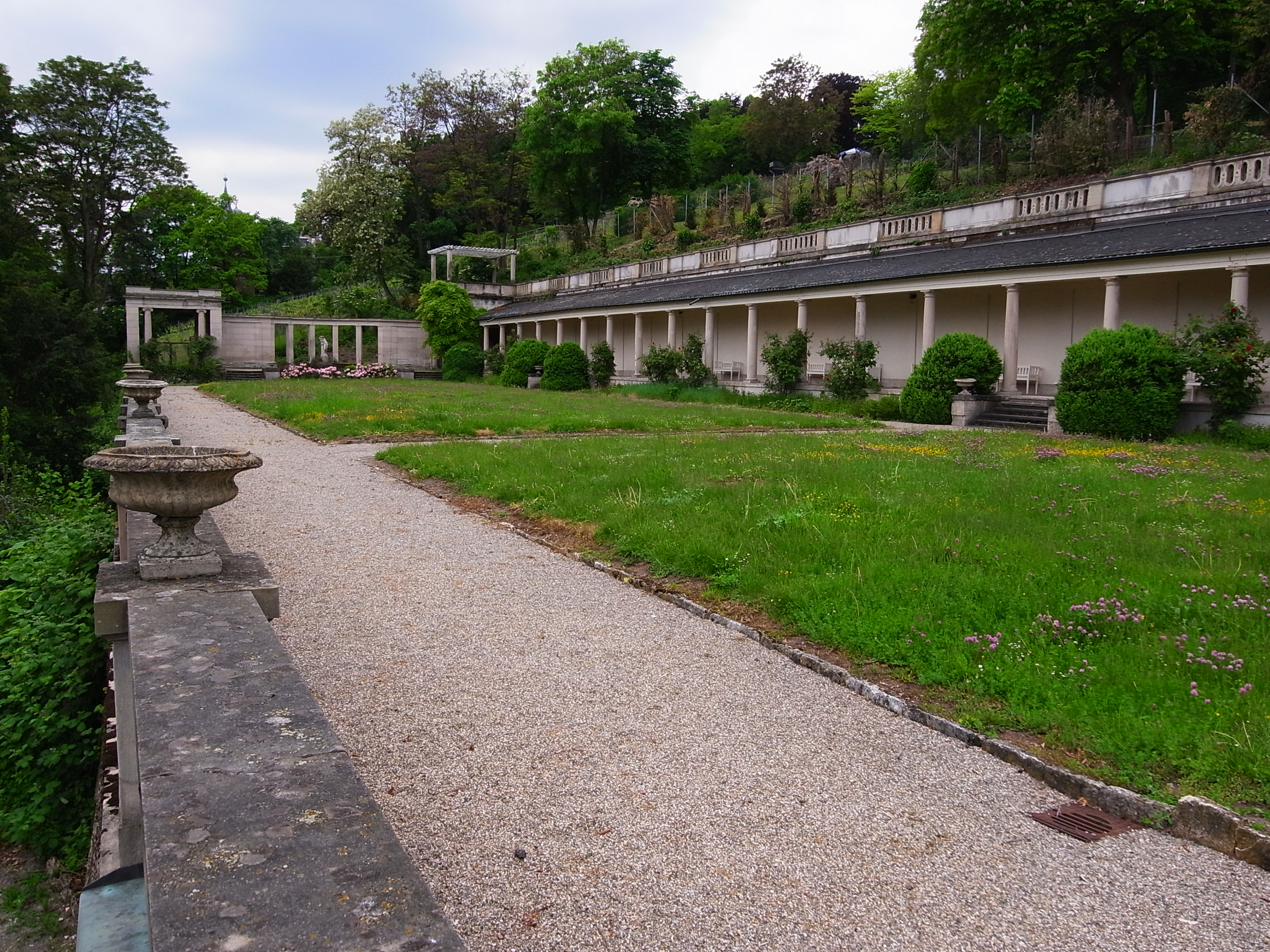
Lustgarten

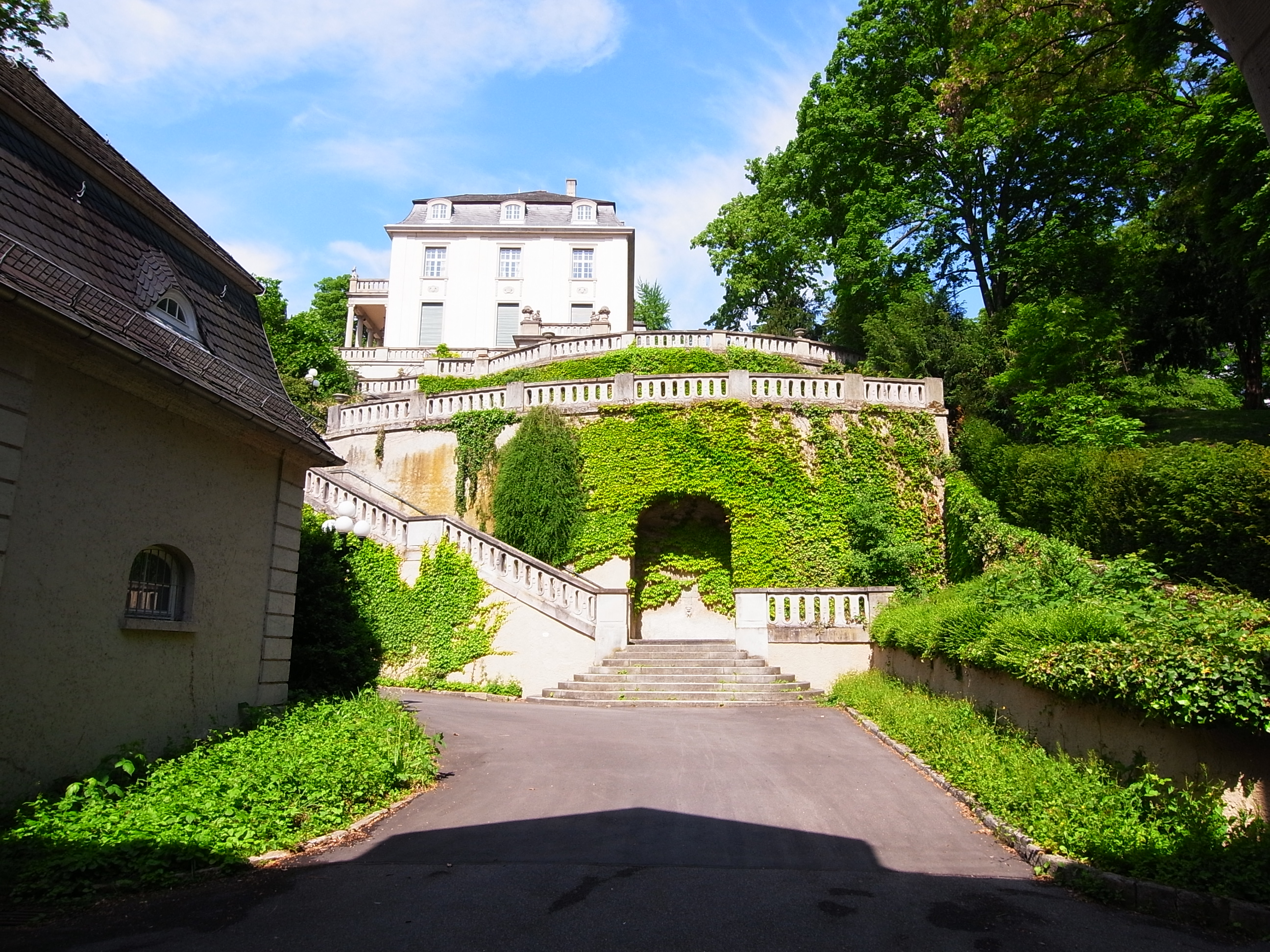
Südfront des Anwesens

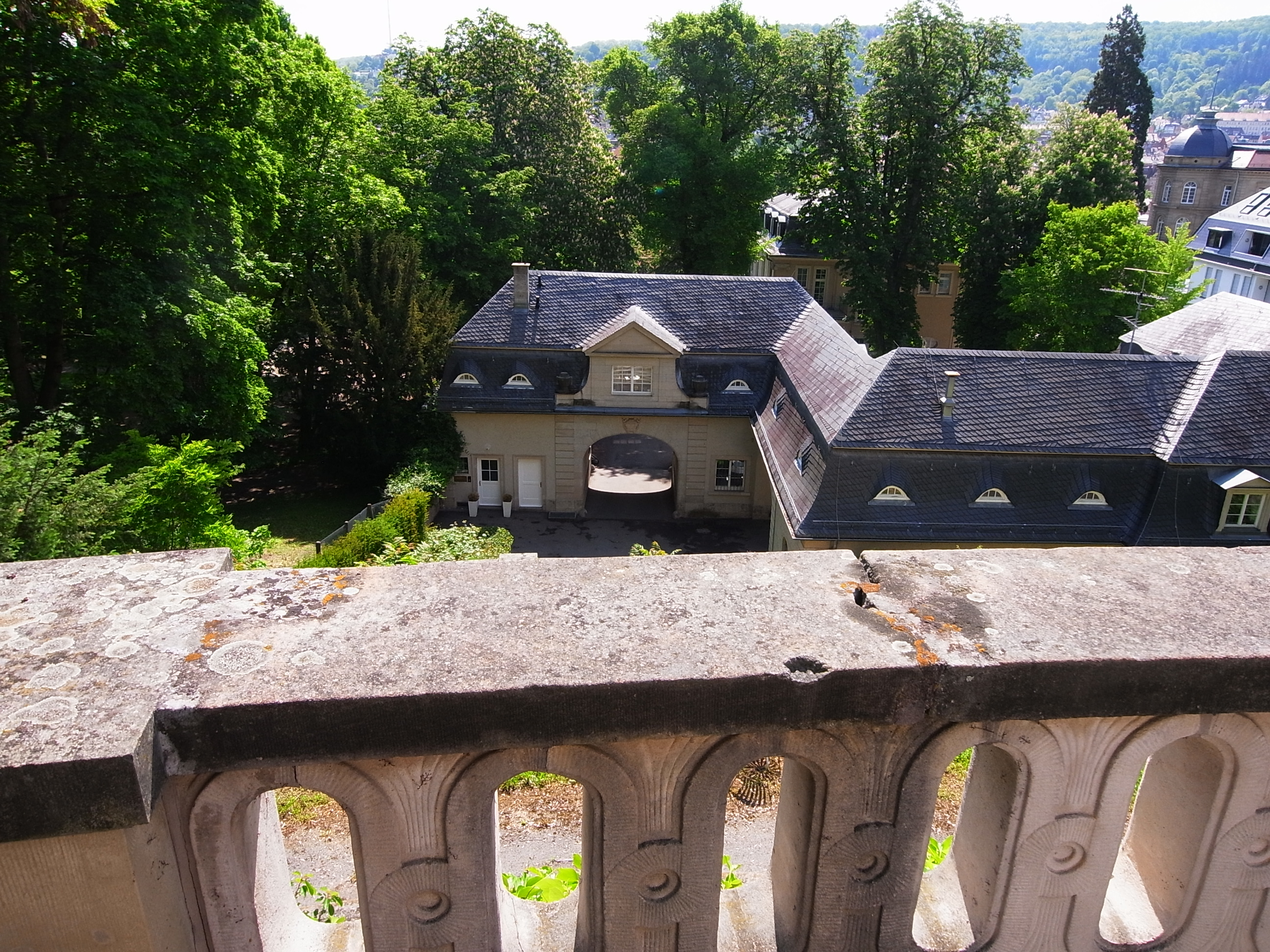
Blick über die Wirtschaftsgebäude zur Straße

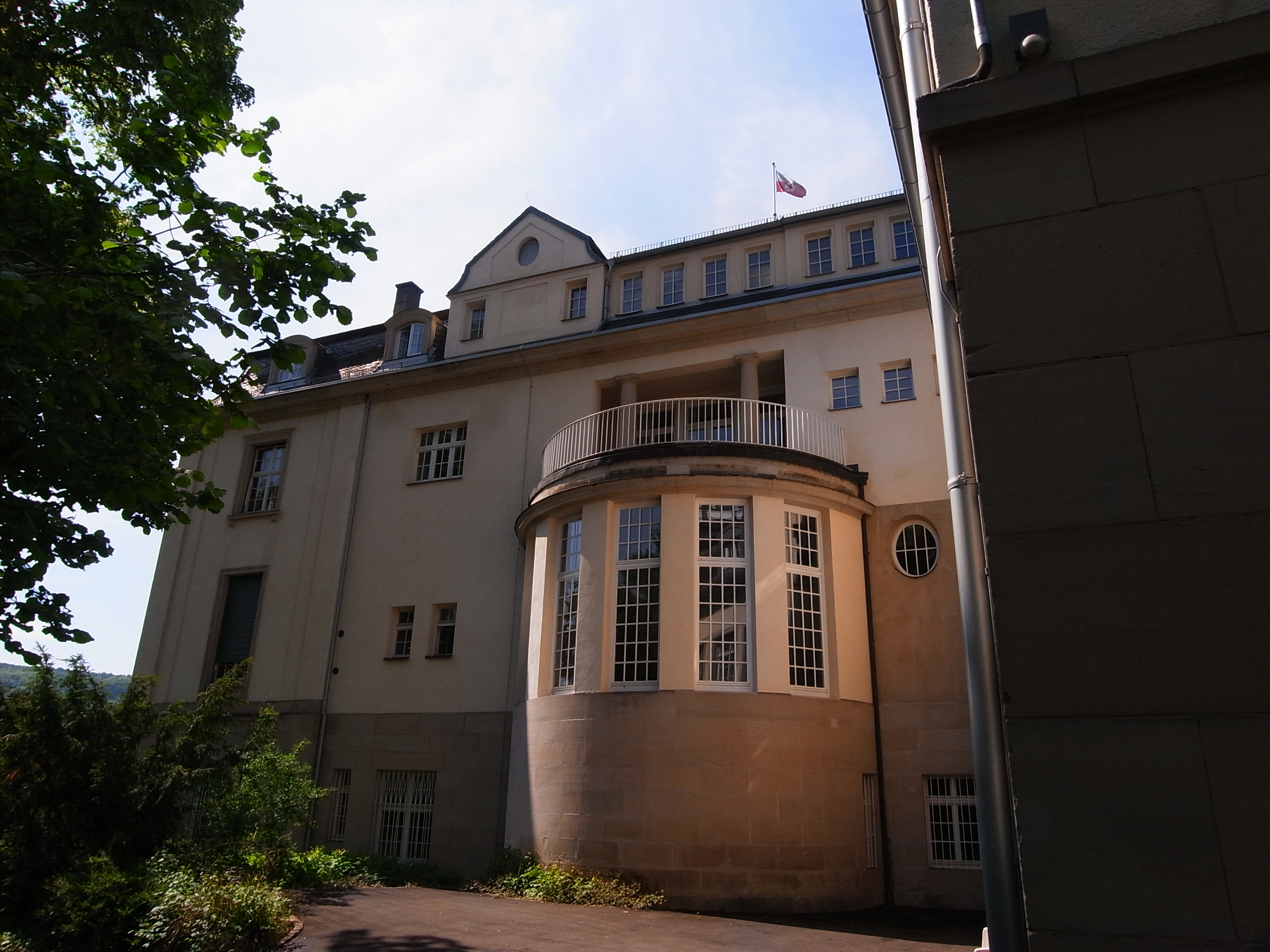
Ostansicht

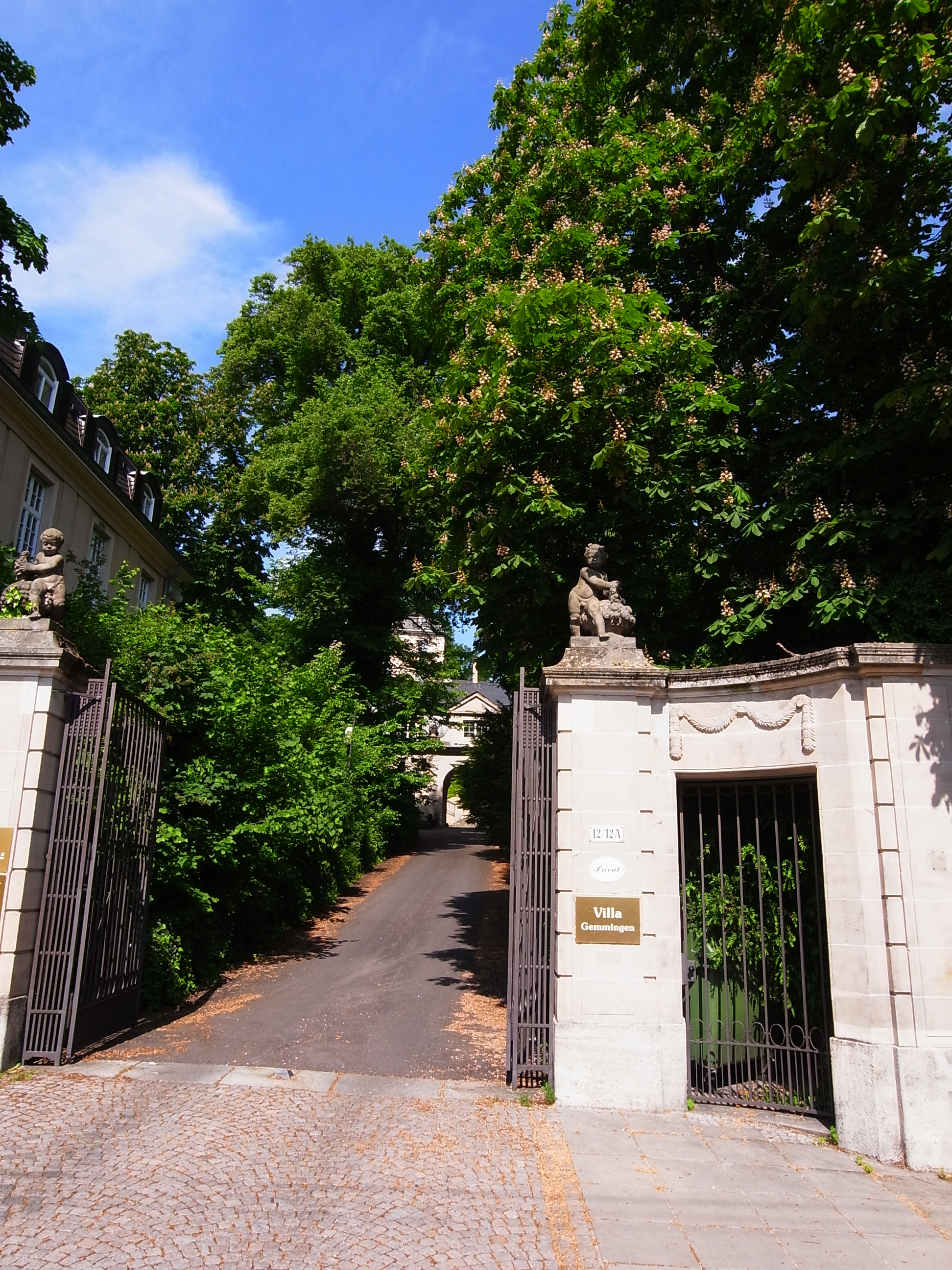
Hauptportal der Einfahrt zur Villa an der Mörikestraße

Die Villa Gemmingen ist ein historistisches Adels-Palais am Villenhang der Karlshöhe in der baden-württembergischen Landeshauptstadt Stuttgart.
Der Bau weist Formen eines spätbarocken Lustschlosses auf. Das gesamte Anwesen wurde 1910–1911 nach einem Entwurf der Stuttgarter Architekten Albert Eitel und Eugen Steigleder errichtet, die sich bei der Geländegestaltung an italienischen Terrassengärten der Renaissance orientierten. Bauherrn waren der Hauptmann a. D. und königliche Kammerherr Fritz Freiherr von Gemmingen-Hornberg (1860–1924) und seine Ehefrau Dora Freifrau von Gemmingen-Hornberg, eine Tochter des 1905 verstorbenen Stuttgarter Chemie-Unternehmers Gustav Siegle. Für den Neubau wurden zwei ältere Villen abgebrochen.

## Architektur
Die Villa liegt in ausgezeichneter Wohnlage am südlichen Fuß der Karlshöhe auf dem Grundstück Mörikestraße 12. Ein langer Zugang führt von der Straße zum weit nach hinten versetzten Anwesen. Wird das Grundstück über den Hauptzugang (Fahrstraße) betreten, fällt der Blick bald auf die südliche Breitseite des Baus, die allein bereits imposant wirkt. Die Villa liegt aufgrund des Höhenunterschieds zur Straße bereits auf halber Höhe der Karlshöhe. Um 90° nach Westen gedreht liegt die repräsentative Gartenfassade der Villa. Hier wird die Erhabenheit des Anwesens erkennbar. Der zwei- bis dreigeschossige Bau trägt ein Mansard-Walmdach. Das Gebäude hat regelmäßig ausgerichtete Fassaden. Der innere längs-axiale Mitteltrakt weist ein räumliches Oval aus, das durch zwei unterschiedlich lange Seitenflügel flankiert wird.
Die Eingangs- und Gartenfassade sind symmetrisch ausgerichtet. Der Mittelrisalit der Gartenfassade ist ein halbrunder Rondellsaal, der sich über eine geschwungene flache Freitreppe erschließt und ein Kuppeldach aufweist. Die Seitenrisalite springen vor und stützen sich auf Säulen. Davor liegt eine große, mit Steinmauern eingefriedete Terrasse mit Schwimmbassin. Die nördliche Gartenseite bietet ein Wandeln unter lichten Arkaden. Ähnlich wie bei der Villa Bosch auf der Stuttgarter Gänsheide wurden für Stil und Grundriss des Anwesens untypische Ausführungen gewählt. Der Mittelrisalit weist eine Balustrade und vielfältigen plastischen Schmuck auf. Besondere künstlerische Bedeutung erlangt das Anwesen aufgrund sorgfältiger Ausgestaltung, die bis in kleinste Details durchdringt. Anerkannte bildende Künstler, wie Josef Zeitler, Emil Epple oder Jakob Brüllmann, vollendeten die Villa zu einem Gesamtkunstwerk. Das Gebäude war von Beginn an mit einem Personenaufzug ausgerüstet. Die ehemalige Holzkabine des von der Maschinenfabrik Adolf Zaiser gelieferten Aufzugs, ist heute im Aufzugmuseum in Mannheim-Seckenheim ausgestellt.
Das Bauwerk erinnert mit seiner Westfront an die beiden von Philippe de La Guêpière für Herzog Carl Eugen errichteten Lustschlösser Monrepos und Solitude.

## Nebengebäude und Peripherie
Die Villa erreicht man, indem der Torbogen eines von mehreren Wirtschaftsgebäuden durchquert wird. Es handelt sich dabei um ein versetzt angelegtes Gebäudeensemble. Es gibt die Möglichkeit, über eine Fahrstraße oder über einen Treppenaufgang die Villa zu erreichen. Von der Fahrstraße biegt ein kurviger Treppenzugang zum Plateau der Gartenanlage. Ostseits erreicht man einen Zaun, der das Grundstück von einem der öffentlichen Zugänge zur Karlshöhe abgrenzt.

## Geschichte
Im 18. Jahrhundert standen nur wenige Weinberghäuschen an der Karlshöhe. Die Oscar-Heiler-Staffel und die Willy-Reichert-Staffel zeugen noch von der weinbäuerlichen Prägung des Gebiets. Von vielen später gebauten, prachtvollen Villenanlagen sind heute nur wenige erhalten. Die Villa Gemmingen hat den Zweiten Weltkrieg unbeschadet überstanden und verfügt noch heute über die originale Ausstattung. Nach 1945 war sie Sitz der Besatzungsmacht, später des Polizeipräsidenten und schließlich des Wirtschaftskontrolldienstes. Als das Anwesen vom Abriss bedroht war, wurde es 1982 durch die Sanierungsinitiative einer Architektengemeinschaft erhalten. Die Villa Gemmingen war in der Folge für zwei Jahrzehnte bis 2002 Sitz des Landesdenkmalamtes und wurde seitens der Gemeinde Stuttgart an Behörden weitervergeben. Die Erhaltung des Anwesens stand dabei im Vordergrund. Heute wird das Gebäude privat genutzt.